# Helgi Þorbrandsson
Snorri Þorbrandsson també Helgi Þorbrandsson (Thorbrandsson, n. 1000) va ser un viking i bóndi de Hof í Álptafirði, Suður-Múlasýsla en Islàndia. Era fill de Þorbrandur Þorfinnsson, i apareix com un personatge a la saga Eyrbyggja, i les sagues de Vinlàndia.
Al costat d'altres notables, Snorri dona suport Erik el Roig en la seva disputa contra Þorgestur Steinsson, el que no impediria la condemna al desterrament per tres anys que l'althing de Thorness sentenciaria Erik. Més tard lideraria al costat de Thorfinn Karlsefni i Erik el Roig les expedicions cap a Groenlàndia, i Vinland. A Groenlàndia fundaria la seva hisenda a Alptafjord (Álptafjörð), a qui va donar el mateix nom de la seva terra d'origen a Islàndia.
A Vinland es va posicionar al costat de Thorfinn prohibint als colons intercanviar armes amb els skrælings (aborígens), els continus desvergonyiments i diferències van desembocar en una guerra oberta on el seu fill Þorbrand Snorrason perdria la vida.